# The JOJOLands
『ジョジョの奇妙な冒険 Part9 The JOJOLands』（ジョジョのきみょうなぼうけん パート9 ザ・ジョジョランズ、JOJO'S BIZARRE ADVENTURE Part9 The JOJOLands）は、荒木飛呂彦による日本の漫画作品。集英社の青年向け漫画雑誌『ウルトラジャンプ』にて、2023年3月号から連載中。同作者による漫画作品『ジョジョの奇妙な冒険』シリーズの第9部 （Part9）に相当する。

## 概要
ハワイを舞台に、「大富豪になる」という野望を叶えるべく邁進するジョディオ・ジョースターの物語を描く。
前作『ジョジョリオン』最終話が掲載された『ウルトラジャンプ』2021年9月号にて、「ジョジョリオン10年間ありがとうございました！ 少し休んで、新『JOJOLANDS（仮）』でお会いしましょう。」と予告された。その後、同誌2023年1月号で、連載開始時期および正式タイトルが発表された。
2023年1月2日、荒木が作品公式ツイッターを通じて年賀状イラストを公開した際、本編に先駆けて登場キャラクターが公開された。
本作第1話が掲載された『ウルトラジャンプ』2023年3月号は、同誌史上4度目となる重版となった。これは『ジョジョリオン』が表紙を飾った同誌2012年10月号以来11年ぶりである。
『このマンガがすごい! 2024』ではオトコ編で15位にランクインした。

## あらすじ
アメリカのハワイ諸島・オアフ島で暮らす少年ジョディオ・ジョースターは、大富豪になる野望を密かに抱いており、目には見えない人間社会の「仕組み（メカニズム）」の頂点に立つことを希求する。
ジョディオは表では学校に通いながら裏では兄ドラゴナ・ジョースターと共に、違法な薬物売買や運び人といった仕事をこなし日々生活していた。ある日、ボスであるメリル・メイ・チーからとある日本人が600万ドルのダイヤモンドを持って入国してきたことを告げられ、ドラゴナ、仕事仲間のパコ・ラブランテス、そしてメリル・メイが連れて行くようにと呼び出したウサギ・アロハオエの4人チームでダイヤモンド強奪に行くことになる。
目的地となるハワイ島の別荘で、標的の日本人漫画家・岸辺露伴は、金庫にダイヤモンドと謎の溶岩を保管していた。この溶岩は、原理は不明だが「カネ目のもの」を引き寄せる力を持っており、露伴は溶岩の謎について調べていた。溶岩にこそ価値があると考えたジョディオはダイヤモンドと共に持ち帰ることを決め、ジョディオを面白い奴と判断した露伴は「君は大富豪になれる」という言葉を残して溶岩を託し、一行は無事に別荘を後にする。
カイルア・コナでオアフ島への帰りの飛行機を待つ間、溶岩の効果を確かめていた一行を謎の人物が襲撃する。その男は、行方が分からなくなった弟を探す糸口を求め、同じく溶岩の謎を調べていた。一行は、目的が一致したその男チャーミング・マンを新たな仲間として迎え入れ、メリル・メイの元へと帰還し次の指示を受ける。

## 登場人物

### ジョディオチーム
ジョディオ・ジョースターが所属している「裏仕事」を行う犯罪集団。ボスはメリル・メイ・チー。メリル・メイが経営するファッショブティック「アイコアイコ」を拠点としており、彼女の指揮のもとに様々な仕事を行う。
メンバーは5人。初期メンバーはジョディオ、ドラゴナ、パコの3人であり、600万ドルのダイヤモンド強奪からウサギが、HOWLER社所有地強奪からチャーミング・マンがそれぞれ加入した。
なおチームの正式名称は現時点では存在せず、「ジョディオチーム」は公式の宣伝などの際に用いられている呼称である。
ジョディオ・ジョースター
本作の主人公。オアフ島に暮らす15歳の少年。Part8『ジョジョリオン』の主人公、東方定助の半身である吉良吉影や吉良の妹である虹村京とはいとこ同士の関係となり、二人の母である吉良・ホリー・ジョースターは伯母（母の姉）にあたる。またPart7『スティール・ボール・ラン』の主人公、ジョニィ・ジョースターの玄孫であり、Part8のジョセフ・ジョースターの孫でもある。
表向きはハワイで学校に通う一生徒であるが、裏ではメリル・メイ・チーのもとでチームを組んで麻薬売買や運び屋といった犯罪を行っており、大富豪になることを夢見る野心家である。ジョディオはそのヒントを目には見えない"仕組み（メカニズム）"にあると考えており、チームで行っている裏仕事もメカニズムの頂点に立つためである。
非常に家族思いであり、かつてドラゴナをいじめから救い出したり（後述）、自らが裏社会で役割を果たすことで母バーバラが安全に暮らせるようにするなど裏から庇護している。また「不条理」なことを嫌っており、無関係な人間・動物が巻き込まれることを好まない。一方で、通っている学校の心理カウンセリングで反社会性パーソナリティ障害の可能性があると診断されており、実際家族に危害を加えようとする人間に対しては手段を選ばない一面を見せている他、裏仕事で敵対する相手の殺害には一切躊躇を見せていない。
11歳のとき、ドラゴナが同級生からいじめられる現場や夜中にうなされているところを目撃し、その生徒が乗り込んだスクールバスを他の教師・生徒ごと炎上させ20人前後の負傷者を出す事件を起こす。この一件によってドラゴナはいじめから解放されたが、ジョディオの父親が当時勤めていた保険会社がバス会社に相場の10倍高い保険金を支払い、その責任を取らされた父親が会社を解雇されハワイを去ることとなった。それにより掛け持ちで仕事をせざるを得なくなったバーバラ・アンは病弱になっていき、その家庭状態に目を付けたギャングからも狙われるようになるが、校長のメリル・メイ・チーに声を掛けられ、以後ドラゴナと共に裏社会の仕事を行うようになった。ジョディオはドラゴナのいじめに端を発したこの一連の出来事を「不条理」だと考えるようになる。
ダイヤモンドを強奪するために侵入した岸辺露伴の別荘で、金目のものを引き寄せる謎の溶岩を発見する。露伴に気に入られそれを託されて以降は、チームとして仕事をこなしつつ、溶岩の効果を調べていくことになる。
11月の雨（ノーヴェンバー・レイン）
ジョディオのスタンド。上半身のみの人型のビジョンを持ち、腕の代わりに肩から四本のアーチ状の脚が伸びている。能力はアーチの内側に重力のある雨を降らせることで、この雨に打たれると、文字どおり「雨に打たれる」状態になり、無数に降り注ぐ雨で多大なダメージを受ける。射程は半径3m、高さ4m。この雨自体は物質的な水で、スタンド使いでなくても見える。雨の威力は様々で、現実に降る雨とほぼ変わらない状態から、身体がへこむ、銃弾の様に対象を撃ち抜ける程度まで操作が可能であり、本体の周囲に雨を降らせれば銃弾をはじいて防御する壁にもなる。
横向きに雨を降らせることは出来ないが、木などに掴まりジョディオごと体勢を変えれば、ある程度斜め方向に降らせることは可能である。雨にとどまらず、1滴のみ降らせて体内にいるスタンドを正確に攻撃するといった精密操作も可能。またスタンドから直接降らせる雨に限らず、床・地面に染み込んだものや天井に飛び散った水滴にも効果が現れる。

ドラゴナ・ジョースター
ジョディオの兄で男性で18歳。褐色の肌をしている。身体の性別は男性だが、女の子のファッションが大好きで女性と見間違う出で立ちと話し方をしており、豊胸手術をしているトランスジェンダー。ファッションブティック「アイコアイコ」で働いている。過去のとある出来事以来、ジョディオと共に犯罪に手を染めている。座右の銘は「決して無理はしないけれどあきらめる事もしない」。トランスジェンダーという事もあり、悲惨な目に逢いやすい。チームの「溶岩」は胸元に付けているアクセサリーの裏側にしまう形でドラゴナが所持している。
14歳のとき、トランスジェンダーを理由として同級生から苛烈ないじめを受けていたが、謎のバス炎上事件（ジョディオの仕業）によって助けられた。事件の犯人は明らかにならなかったが、ジョディオがやったと確信したドラゴナは、病気だと彼を咎めるも同時に感謝の言葉を口にし、強くなることを誓った。その後はそれまでと異なり、より女性のような髪型や服装をするようになる。メリル・メイ・チーに誘われて以降は、ジョディオと同じく裏社会の仕事を行う。
スムース・オペレイターズ
ドラゴナのスタンド。四体の小型のロボットのようなビジョンで、脚部がキャタピラになっている。ドラゴナが触れたものの位置を自在にスライド移動させることが出来る。他人の顔の構造を作り替えたり、印刷物の文字などを改竄したり、暗証番号を無視して鍵開けをしたりといったことが可能。また、応用として負傷したさいに傷口をダメージの少ない箇所へ移動させて致命傷になるのを防ぐことができる（治療する訳ではないので、傷口は自然に治癒するまで残る）。
パコ・ラブランテス
ジョディオの仕事仲間の高校生。19歳。2年前までは太っていたが、現在は鍛え上げられた肉体を持つ。一度高校を中退して軍隊に入隊したのち不名誉除隊となっており、再び高校に戻って1年遅れで卒業している。左耳は父親からのDVが原因で一部欠損している。本編開始前からジョディオ、ドラゴナと共にチームで裏仕事を行っていた初期メンバー。チームの中では、スタンド能力を用いた肉弾戦や、盗みの実行役などを担う。
盗みが大好きでゲーム感覚で他人の物を掏る癖があり、ジョディオからは「泥棒のゲス野郎」と評価されている。喧嘩っ早く、バイオレンス（暴力行為）が得意分野の気性の激しい性格。
かつてDVをしてくる父親がいたが、パコは父親のことを愛していた。しかし父親が殺人罪で逮捕され、その弁護費用を稼ぐために犯罪を行うようになり、高校1年生の時に逮捕されて学校を中退する。その後、ギャングと関係を持ち掛けていたが、メリル・メイに何故父親が逮捕されたのかや今自分に起こっている状況を教えられ、彼女のチームで仕事をするようになる。
THE ハッスル
パコのスタンド。パコの肉体と一体化しておりビジョンは持たない。能力は自由自在に筋肉を操ること。過剰な変形はできないものの全身の筋肉がまるで指のように器用に動き、背中の筋肉で物を掴んだり、木をよじ登ったりする事が出来る他、筋肉を硬化させて刃物や衝撃から身を守るといった応用もみせる。また操作できるのは本体の筋肉にとどまらず、直接触れていれば他人の筋肉も操ることが可能。
ウサギ・アロハオエ
600万ドルのダイヤモンド強奪にあたり、メリル・メイの推薦で急遽チームに加わることとなった全身タイツの少年。17歳。父親は既に亡くなっており母親と暮らしている。チームの中では、スタンドを監視カメラに変身させ、カメラにフェイク映像を記録させて証拠能力を失わせる役割を主に担う。
ジョディオと同じ学校に通う先輩で、チームの薬物売買の顧客だった。やけにテンションの高い喋り方が特徴で、ジョディオをはじめとしたチームのメンバーから薬物中毒を疑われているが、メリル・メイ曰く薬物中毒者ではない。敵スタンド使いによる攻撃を誰よりも早くスタンド能力だと看破するなど要所で頭の回転の速さを見せ、また博識さが垣間見える場面もあるなど、メリル・メイからの信頼は厚い。一方でドジを踏んで事態をややこしくする一面もあり、ドラゴナやチャーミング・マンから窘められることもしばしばある。
チームの中では特にドラゴナのことを気に入っており、ダイヤモンド強奪時に付けたあだ名から「ピンクちゃん」と呼んでいる。好意を抱いていると思われる描写もあるが、ドラゴナが（身体的には）男性であると気付いているかは不明である。
THE MATTEKUDASAI（ザ・マッテクダサイ）
ウサギのスタンド。機械仕掛けの小鳥のようなビジョンを持つ。能力は周囲にあるもので誰かが望むものに変身すること。監視カメラに変身した場合、映像が二重に記録される（スタンド側の映像はいくらかの加工が入る）。スタンドビジョンの大きさは手のひらに乗る程の小さいものだが、他人の願望さえあればMRIなど大きいサイズのものにも変身可能で、機能も完全にコピーされる。
また、ストローに変身したまま先端にライトを備え付けるといった、変身した状態から新たに別の要素を付け加えることも可能である。
チャーミング・マン
カイルア・コナでチームを襲撃してきたスタンド使いの青年。21歳でハワイ島生まれ。肌がザラザラしているが生まれながらの体質で、一族全員が同じ体質である。HOWLER所有地強奪からメンバー入りした。チームの中では、スタンドを用いた変装で潜入したり、相手を欺いたりする役割を主に担う。好きなミュージシャンはSIA、H.E.R.、SZA。
フアラライ山でサイクリング中に弟のマウカが行方不明になっており、警察を含め社会が誰も味方をしてくれない中で、弟を探す手がかりになると睨んで溶岩の謎を調べていた。同じく溶岩を調べる岸辺露伴をずっと監視しており、その露伴から溶岩を手にしたチームを狙う。一行とは一度戦闘になるも、「溶岩の謎を追う」という目的が一致したため仲間に引き入れられた。以後チームの中ではただ一人、金儲けとは違う動機で動く。
冷静沈着な性格をしており、またチームで最年長ということもあってかメンバーに注意したりまとめたりすることがある。生き残るためにメンバーを切り捨てる判断を下す冷酷さも持ち合わせているが、孤独に立ち向かう人間には自らの境遇に重ね敬意を払うなど情に厚い一面もみられる。なお、あくまでも弟を探す為にチームに入っており、ジョディオを含め一行が溶岩の力で大富豪になるのを目指していることには無理だと冷笑的な態度を見せる。特にジョディオには「それがわかるのはそれぞれが脱落する時だろうがね」と不穏な言葉を投げかけている。
ビッグマウス・ストライクス・アゲイン
チャーミング・マンのスタンド。スタンドビジョンは無く本体と一体化している。ザラザラした皮膚が砂の様に細かく崩れ、自由に動き回ることが出来る。射程距離は体表から10cm程度で、細かくなった皮膚は衛星の様に本体の周りを回る。
皮膚の破片を体表に纏わせて別人に変装したり、光反射を操作して遠近感を狂わせ周囲の風景にカモフラージュするといった使い方が可能。また本体の目を破片にして体内に入り込み、中を目視で確認するといった芸当も見せている。

### HOWLER社
チームの2番の標的となったハワイのインフラ整備会社で、現時点で物語の主軸となる敵対組織。読みは「ハウラー」。主に水資源に関する土地をフアラライ山やオアフ島などに所有しており、所有地などを含めた価値は500億ドル以上。マウカが行方不明になったフアラライ山の土地も所有する。チャーミング・マンは何度もマウカの捜索を試みたが、必ず社会的な妨害が入って失敗に終わっており、何らかの力が働いていると考えている。 
前身となったのは、アッカ・ハウラーの7代前であるラトラートが設立した「ハウラー牧場」である。1960年代に入りハワイ島にホテルや別荘が建設され始めると、ハウラー牧場が所有している水資源が注目を浴びるようになり、ハウラー家が社会的に優遇されることになった。この勢いに乗ったハウラー家は水資源・水力発電などを扱うインフラ会社「HOWLER社」を設立し、港湾・輸送さらには軍需産業にまで手を広げ現在に至る。
フアラライ山の北斜面は本来、ハワイ島の王族・子孫の所有地であり州政府管轄の土地であったが、水資源の供給という大義のもとにHOWLER社が独占し、州政府や警察でさえHOWLER社の許可がなければ立ち入ることは出来ない。HOWLER社は、フアラライ山の北斜面に総面積300㎢の土地を所有している。  現在は8代目であるアッカ・ハウラーがCEOを務めており、ハワイ島以外の4島にも手を広げている。またドルフィン銀行にフアラライ山の土地を担保にした300億円の融資を受けている他、水源の土地に関する不正疑惑があり、調査を受けている。

#### ハウラー家
代々HOWLER社を経営する一族。イタリア人の船乗り・ラトラートの血を引く。ハワイの王族の許可を得る形でフアラライ山の北斜面とその水脈を所有し、現在に至るまでそれを独占し続けハワイで隆盛を誇ってきた。フアラライ山北斜面に位置するハウラー家の家屋には家宝が保管された財宝箱があり、その1つに「溶岩」がある。
アッカ・ハウラー
HOWLER社の現CEOである男性。42歳。ラトラートを祖先に持つイタリア系アメリカ人で、ハウラー家の8代目。名前の「アッカ」はアルファベット順で8番目である「H」のイタリア語読みに由来する。愛人を多数侍らせており、お調子者で尊大な性格だが、狼狽えやすく小心者な側面もありこれは部下からも見透かされている。幼少期、祖父から「溶岩」の力を聞かされており、その存在を知っている。
ハワイ島に戻ってきたところで、ドルフィン銀行のヨコハマからHOWLER社の土地が差し押さえの手続きに入ったことを聞かされ、更に貸付金300億ドルの回収も宣告される。この事態を「溶岩」によるものだと考えたアッカは、ボビー・ジーンとルルに連絡を取り、敵の殺害と溶岩の回収を命令するも失敗に終わり、自ら動き出す。敵の正体を寧波、レムチャバンに探らせつつ、自身はキー・ウエストと共に自前のクルーザーで待機し、ジョディオらが扮するヨコハマ一行と対峙する。当初は賄賂で買収しようとするも一蹴され焦りを隠せずにいたが、ドラゴナが所持する「溶岩」が劣化し始めその破片がこぼれ落ちていることに気付くとさらに動揺、取り乱して発砲した弾がクルーザーの電気系統を故障させ発火を引き起こし、消防と警察の介入を招く。
名称不明のスタンド
ハウラーのスタンド。人型のスタンドビジョンが出現しているが、名称・能力その他一切の詳細は不明である。
ラトラート（初代 ハウラー）
イタリア出身の船乗りで、アッカ・ハウラーの7代前にあたる人物。1843年に海難事故でハワイ島に流れ着き、そこで世話をしてくれた島の娘と恋に落ち、王族の信頼と許可を得て結婚した。当時ラトラートが牧場を開拓していたフアラライ山北斜面の地域は川が存在せず、牧草の生えない乾いた土地だった。しかしラトラートには生まれながらの地形を見る勘が備わっており、特殊な井戸の掘方をすることで遂に水源を確保し、乾いた土地に牧草地帯を広げていった。
その後、ハワイ諸島がアメリカ合衆国に併合された際に、英語で「遠吠え」を意味する「ハウラー（HOWLER）」へと性を改名し、HOWLER社の前進となるハウラー牧場を設立する。いつどこで見つけたのかは不明だが「溶岩」を所持し、ハウラー家の財宝箱に保管していた。そのことは遺言としてハウラー家に代々受け継がれている。
アッカ・ハウラーの祖父（6代目 ハウラー）
HOWLER社の6代目CEOで、アッカの祖父にあたる人物。54年前、軍需産業との関係を利用してフアラライ山北斜面の土地を不正に取得したとされている。
1967年、当時CEOだった時代にハウラー家が所有していた北斜面の土地を山火事で焼失してしまい、保管していた財宝箱の中身を「溶岩」以外全て売り払う窮状に陥る。しかしこれは全て仕組まれた出来事で、黒幕だった人物を自らの手で葬り去っており、その後財宝箱の中身も全て戻ってきている。老後、まだ幼少だったアッカに「溶岩」の力を教え、大切にするように説いた。

#### HOWLER社のスタンド使い
ルル
ハウラーの刺客である少女。11歳。ハワイ島の土地登記所にある土地譲渡証書（以下DEED）原本にスタンドを忍ばせ、閲覧した人物を排除する役割を担う。普段は捜査官であるボビー・ジーンをペアを組んで行動し、よく懐いている。年齢に反して鋭い洞察力と推理力を持ち合わせており、ハウラーと直接連絡を取り、直接溶岩の回収を指示されるなど信頼されている。一方で、欲しいものがあるとボビーに「買って」と駄々をこねるなど年相応の一面もある。また親はおらず、ボビーに養子にしてほしいと懇願するも、ボビーからは軽くあしらわれている。
ボビーとペアで土地登記所を訪れ、DEEDの原本に接触した人物を確認する。その最中、自身が突然負傷したことでバグス・グルーヴが一体倒されたことを悟り、接触者がスタンド使いだと気付く。閲覧者ことジョディオチームを追って辿り着いた病院では、ハウラーから直々に敵の始末と溶岩の回収を命令され、ボビーと共にチームを追い詰める。しかし、最終的にボビーがジョディオとの一騎打ちに敗れ、死亡するのを目撃、号泣して戦意喪失しスタンド能力を解除した。
その後、アイコアイコまで強制的に連行され、ハウラーや「溶岩」について知っていることをチームに話し、そのまま軟禁される。
バグス・グルーヴ
ルルのスタンド。土地登記所にあるHOWLER社のDEED原本に潜んでおり、閲覧した人間を無差別に攻撃する極小の群体型スタンドであり、同時に遠隔自動操縦型として動く。全身に包帯が巻かれ、両膝下から3本ずつ足が伸びた人型ビジョンを持つ。なお一部シーンでは「バグズ・グルーヴ」と表記されている。
人体に侵入し、バグス・グルーヴが血管や内臓を攻撃することで、肺水腫や癌など様々な症状を引き起こす。基本は呼吸不全と皮膚変化から始まり、次第に嘔吐や出血など重症化していき最終的に心停止に至らしめる。また体内に侵入していなくとも、自らを破片化してウサギの体内で直接バグス・グルーヴと接触したチャーミング・マンにも病気の症状が表れている。
ボビー・ジーン
ハワイの捜査官である中年男性。結婚しており、子供は3人いる。HOWLER社の不正を捜査する立場にありながら、立場を利用して会社側の協力者として立ち回る。ルルとペアを組んで行動しており、彼女の保護者のような役割を果たす。ルルには懐かれているが、ボビーはあくまで仕事上の付き合いとしか見ておらず、養子縁組の話を断っている。あくまで「始末」するのが自分の仕事という立場であり、調査などはルルに任せ、深入りはしない。仕事の腕前は高く、また無関係な人間であろうと躊躇なく殺害する非情さを持つ。
ルルとペアで登記所を訪れ、DEEDの原本に閲覧した人物ことジョディオチームを確認する。病院ではハウラーから始末の許可が出たことで、一般人を巻き込みながらチームを追い詰めていく。しかしジョディオを始末する直前、欲が出て「溶岩」を引き渡すよう取引を持ち掛けたことで隙が生じ、天井に飛び散ったノーヴェンバー・レインの水滴に気付かず、落下してきた水滴に脳天を撃ち抜かれ敗北、死亡した。ただ死亡する直前にはチームの1人であるパコの正体を特定しており、その情報はレムチャバンらに引き継がれた。
グローリー・デイズ
ホビー・ジーンのスタンド。スタンドビジョンは無く、能力のみが存在する。ボビー自身が保持している拳銃から発射される弾丸の発射速度を自在に操る能力。作中では主に速度を遅くして使用しており、本体の特定を防ぐ、遅くした弾丸で一度に多方向から攻撃するといった戦い方を見せた。速度が遅くなっていても銃撃の威力は失われず、食い込むように相手に被弾する
キー・ウエスト
ハウラーに雇われた女性弁護士。ハーバード大学卒。性格は知的で冷静であり、ハウラーへ助言や提案も行うが、あまり忠誠心は高くなくむしろハウラーを下に見ているような言動をとる。
ハウラーと共に行動し、クルーザーに乗船してジョディオらと対峙する。交渉ではハウラーに進言を行い、側近として立ち回る。
レムチャバン
ハウラーに雇われた女性警察官。スキンヘッドでサングラスを着用し、頭部左側にあるツバメのタトゥーが特徴的。サングラス内には線虫を飼育しており、線虫はストレスを嗅ぎつけて「恐がっている者」へ反応を示す。線虫を使用し鋭い口調で尋問を行う優秀な捜査官であり、ハウラーへの忠誠心は低い。
ボビーの遺したパコの写真を元に高校を訪れ、寧波と共にメリル・メイへ取り調べを行う。メリル・メイの関連を確信した後は寧波と協力し手荒な手段で彼女を追い込み、高校から場所を移させる。
偽りの瞳 Lyin' Eyes
レムチャバンのスタンド。スタンドビジョンは無く、能力のみが存在する。レムチャバンのサングラスに棲み付いている線虫を操る能力で、嘘を付いている人間や恐れている人間の居場所を示す地図を作らせたり、嘘の深さを指し示したりすることが可能。レムチャバンはこの能力を用いて対象への尋問を行う。
なお線虫自体はスタンドではなく、非スタンド使いにも目視可能な本物の動物であり、またストレスに反応を示すのも線虫自体が持つ性質である。「偽りの瞳 Lyin' Eyes」の能力はこの線虫を自在に操り、地図を作製したり嘘の深さを指し示させたりする部分である。
寧波（ニンボー）
ハウラーに雇われた男性消防士。読みは「ニンボー」。ボビー・ジーンとは友人だった。
ボビーの死後、レムチャバンと共に高校を訪れ、メリル・メイへの取り調べに協力する。その後、レムチャバンの指示で能力を用いてメリル・メイを追い込み、そのまま彼女を連れ去る。
200バルーンズ（トゥハンドレッドバルーンズ）
寧波のスタンド。胴体が風船のように膨らんだ人型のビジョンを持ち、両頬には頬袋のような膨らみがある。寧波が手で触れたものを風船のように膨らませ、破裂させる能力を持つ。破裂する範囲は半径5㎝四方。

#### その他HOWLER社と関係のある人物
ソフィ・ホワイト
ハワイ州管轄の土地登記所に勤務する女性。チームがHOWLER所有地のDEED原本に溶岩を接触させた際に同行しており、同じく原本に触れてしまったため、バグス・グルーヴの能力に嵌り負傷、病院に搬送される。ルルの撃破に伴い回復する。
ホワイト議員
アメリカ合衆国下院議員の男性で、ソフィの父親。HOWLER社の土地不正疑惑を以前から調査しており、彼の権限を用いてジョディオチームが土地の差し押さえを承認し、銀行も貸付金の回収へと動き出す。
ヨコハマ
ドルフィン銀行法人営業部の本部長を務める中年男性。妻子がいる。優秀な銀行員であり、上層部からは強い権限が与えられている。
ホワイト議員によるHOWLER社の所有地差し押さえの承認（ジョディオチームの仕業）を受けて、ハワイへ戻ってきたハウラーに貸付金300億ドルを全額回収すると宣告する。その緊張により胃痛になり、病院へ薬を受け取りに行ったところ、ボビー・ジーンの銃撃戦に巻き込まれ重傷を負う。病院で手当てを受けていたが、HOWLER社の土地関係書類を所持していた為、ジョディオチームに書類ごと運び出され、以後アイコアイコの地下室に生命維持装置へ繋がれ匿われる。以降のハウラーからの資金回収はヨコハマに変装したチャーミング・マンが取って代わる。
モンテブルット
かつてハワイ州下院議員を務めていた男。ハワイアンマフィアと繋がりがあり、HOWLER社が所有していたフアラライ山北斜面の土地に放火させてその水源を奪おうとしたが、当時のCEOことアッカ・ハウラーの祖父に暗殺される。

### その他の重要人物
メリル・メイ・チー
ジョディオが通う学校の校長を務め、副業ではファッションブティック「アイコアイコ」を営む女性。49歳の既婚者で子持ちである。裏の顔は、ジョディオ達を指揮するチームの「ボス」。黒い仕事の証拠は一切残さず、内容は店に立ち寄った際にその場で覚えさせるためジョディオらはアドレスも知らない。また学校の校長という立場を利用し、生徒全員への課題の中で暗号の様に情報の共有や指示出しを行うこともある。頭の回転が速く、チームの方針・作戦を決定し指示出しを行うブレーンであり、ジョディオ曰く「イカレたスーパーウーマン」。かつて家庭状況が悪化しギャングに目を付けられていたジョースター兄弟や、父親の一件で犯罪に走っていたパコに声をかけ、自らの仕事に引き込んだ経歴がある。
岸辺露伴邸のダイヤモンド強奪に際しては、3人だけでは任務達成には心もとないとチームにウサギを同行させた。その後、チームが持ち帰った溶岩の力を理解し、更に巨額の利益を得るべくHOLWER社を標的とする新たな作戦を立てる。

### その他のスタンド使い
岸辺露伴
日本からやってきた有名漫画家。ジョディオチームの最初の標的。600万ドルのダイヤモンドを持ってハワイの別荘へやってきたところを、ジョディオらに狙われる。『ピンクダークの少年』を連載している・ペン先型のピアスをしている、など第四部とほとんど同じであるが、かなり落ち着いた性格。
ダイヤモンドを盗みに別荘へ侵入してきたジョディオらのうち、パコとウサギをヘブンズ・ドアーで容易く無力化し、警察に通報するがジョディオの能力に後れを取り拘束された。また、金庫に保管していた"溶岩"の方に秘密があると気付いたジョディオに脅され、通報を取り消し、ダイヤモンドはジョディオ一行が持ち去った。しかしその際、ジョディオにだけ声をかけて引き止め、謎の溶岩を託し、「また会おう」という言葉を残した。
ヘブンズ・ドアー
第4部同様、「ピンクダークの少年」を模したビジョンを持ち、相手を本に変えて記憶を読むことができる。ただし、手で直接触れないと発動できない様子。
ワイルド・キャット・サイズ
スタンド使いである3匹の猫の集団。ハワイ島生まれの固有種で、高い知能を有している。チャーミング・マンに使役されており、露伴の別荘にジョディオらに先駆けて侵入していた。
露伴から溶岩を託されたジョディオを追って、ジャングルで彼らと交戦する。高い知能で一行を追い詰めるが、機転を利かせたウサギによって捕獲され、その後はジャングルへと逃げていった。カイルア・コナで溶岩の効果を調べていたジョディオの元へ切断された3匹の頭部が送り付けられたため、殺害されたと思われていたが、後にそれはチャーミング・マンがスタンド能力で偽装したジャガイモだと判明した。
キャット・サイズ
ワイルド・キャット・サイズのスタンド。3匹が同じスタンドを持つ。スタンドビジョンは、本体の体毛に紛れている体毛状の群体型。スタンドの体毛を寄り合わせて風に乗せて飛ばし、対象に触れると絡みついて次第に締め付けていく。絡みついた体毛はワイヤーのように硬くなり、簡単に切断することは出来ない。
締めつけて攻撃する以外にも、体毛を網目状に寄り合わせて対象を捕獲するなどの芸当を見せた。

### その他の登場人物
バーバラ・アン・ジョースター
ジョディオとドラゴナの母親。ジョセフ・ジョースターの娘で、吉良・ホリー・ジョースターの妹にあたる。夫とは別れ、一人でジョディオらを育てた。空港免税店に勤務しており、近所の人間から敬愛されているが、これはジョディオらが裏社会で役割を果たしているからである。
ジョディオが起こしたバスの放火によって夫がハワイを去って以降、掛け持ちで仕事をするようになり病弱になっていった過去がある。
2人組の警察官
ハワイ島で勤務する2人組の警察官。物語冒頭、ジョースター兄弟に言い掛かりで職務質問し、身体検査と称してドラゴナに卑猥な行為をはたらくも、激怒したジョディオに仕置きされた。
DEAのエージェント
アメリカ麻薬取締局（DEA）の女性覆面捜査官。物語序盤、大学生のふりをしてジョディオに近づき、麻薬売買の決定的な証拠（実物の麻薬）をおさえて逮捕を試みるが、ノーヴェンバー・レインで全てを水に流され失敗する。
時計屋の店員
カイルア・コナにある高級時計店の男性店員。溶岩の価値を調べに訪れたドラゴナとウサギを接客する。応接室で時計が1つ紛失した際には2人の仕業と決め付け色々と調べるも、最終的に自身の靴に引っかかっているのを発見し（溶岩の力とみられる）、謝罪する羽目になった。
レオ君
カイルア・コナでデートしていた男性。ガールフレンドに高級腕時計を購入したが、ジョディオらの戦闘に巻き込まれた際に海に落としてしまい、それが原因で振られた。実は腕時計はドラゴナたちが時計屋で溶岩と接触させていたもので、巡り巡って最終的に溶岩の元へ引き寄せられている。フランスで活躍した芸術家である藤田嗣治（レオニール・フジタ）がモデルと思われる。
マウカ
チャーミング・マンの弟。フアラライ山でチャーミング・マンと自転車レースをしていた際、突如自転車だけを残して姿を消す。その時、周辺にあった溶岩チューブ内に流れるはずのない水が流れており、その中を流されていくマウカをチャーミング・マンが目撃している。チャーミング・マンは警察にマウカの捜索願を取り扱ってもらえず、自ら動く。
女子生徒
本編の4年前、ドラゴナと同じ学校に通っていた女子生徒。両親が学校やバス会社に影響力のある人物で、その立場を利用してドラゴナへ性的な嫌がらせなどを行っていた。ジョディオに乗っているスクールバスごと放火され殺害されかける。
なお、バス炎上事件で彼女の親が保険会社に圧力をかけ、高い保険料を支払わせたことがジョディオの父親の解雇に繋がり、ジョースター家を追い込むことになる。
パコの父親
パコ・ラブランテスの父親。メキシコから出稼ぎにきて養鶏場で働いていた。酒好きで女癖が悪く、パコのことを理由もなく殴るなどしていたが、毎週日曜日には2人で釣りに行っていた。
ある時、酔っぱらって道端で寝込んでいたところ、気付いたら隣に死体があり殺人罪で逮捕される。これはギャングの仕業であり、パコの愛情を利用して新たな金づるにしようと画策していた。パコは父親の弁護費用を稼ぐために犯罪を行うようになり、高校も中退し金づるになりかけるがメリル・メイに拾われる。

## 用語・キーワード
アイコアイコ
メリル・メイ・チーが副業で経営しているファッションブティック。デザインなどはメリル・メイが行っている。店の奥はジョディオチームが集まるアジトになっている。
「溶岩」
岸辺露伴がハワイの別荘でダイヤモンドと共に保管していた謎の溶岩。フアラライ山のどこかの土地で採取される。詳細は不明ながら、所持している人物のもとへ金目のものや価値のあるものを引き寄せる力が存在している。この溶岩の所持者から価値のある何かを奪うことは出来ず、ジョディオ一行が露伴邸からダイヤモンドを持ちだそうとした際は、何故かダイヤモンドが床に転がってしまい盗み出せなかった。
現時点で作中に登場している溶岩は3つ。1つはハウラー家に代々保管されているもの、1つはジョディオチームが露伴から託されたものであり、もう1つは同じく露伴が所持していたがジョディオが破壊している。

## 書誌情報
- 荒木飛呂彦 『The JOJOLands』 集英社〈ジャンプ・コミックス〉、既刊6巻（2025年7月17日現在）
  1. 「出発 (DEPARTURE)」2023年8月18日発売[11]、ISBN 978-4-08-883606-5
  2. 「上って行け」2023年12月19日発売[12]、ISBN 978-4-08-883765-9
  3. 「金儲けの時間」2024年4月18日発売[13]、ISBN 978-4-08-884038-3
  4. 「ジョースター兄弟」2024年8月19日発売[14]、ISBN 978-4-08-884157-1
  5. 「DEED（土地譲渡証明）」2024年12月18日発売[15]、ISBN 978-4-08-884298-1
  6. 「メガヨットに乗船せよ」2025年7月17日発売[16]、ISBN 978-4-08-884476-3